# 布兰科县 (得克萨斯州)
布兰科县（英語：Blanco County）是美国得克萨斯州的一个县，县治约翰逊城。根据美国人口调查局2000年统计，共有人口8,418人，其中白人占90.97%。
布兰科县因布兰科河而得名。